# 포옹

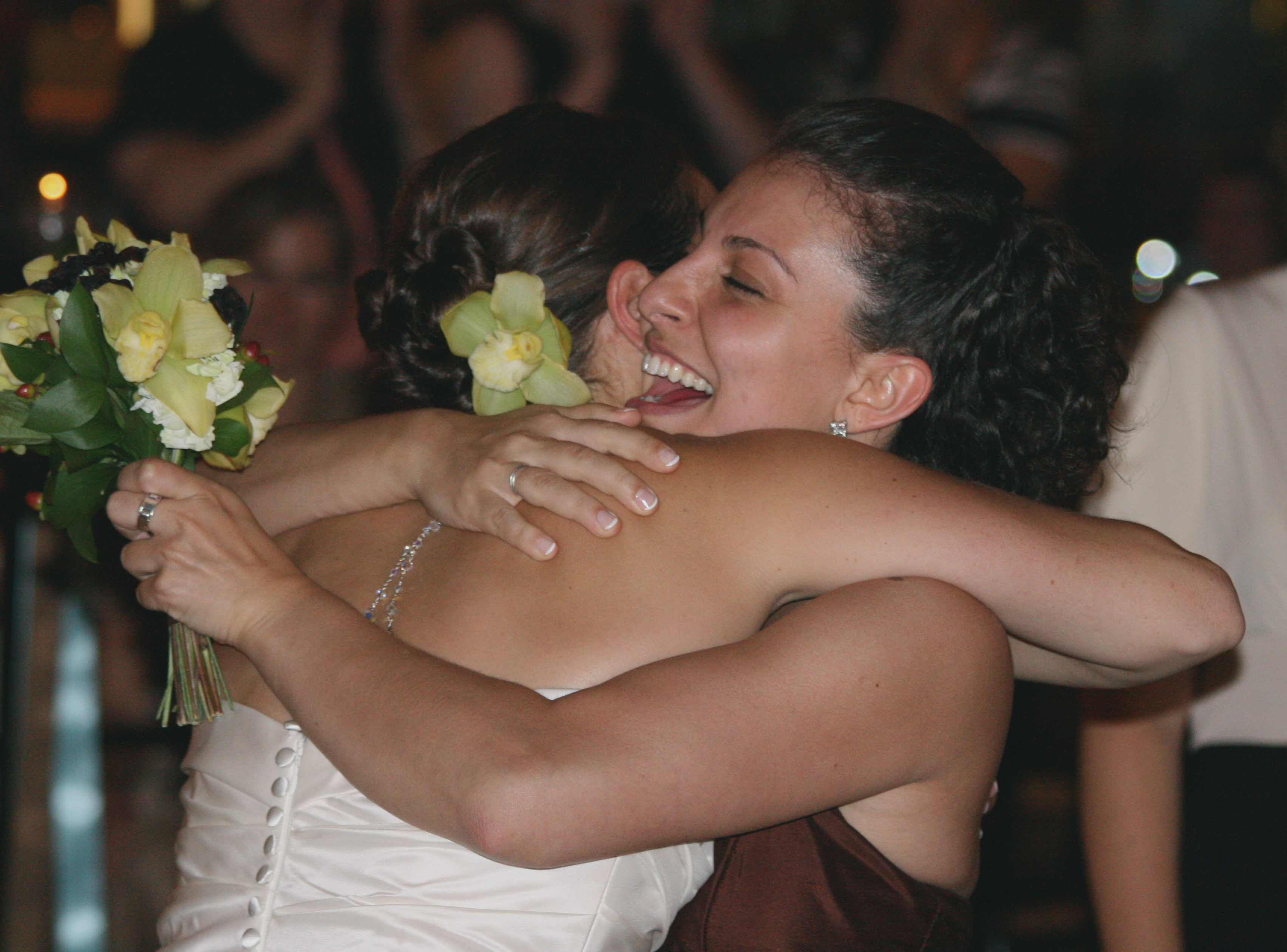
포옹

포옹(抱擁)은 서로 안아주는 행위이다. 주로 사랑의 시로 많이 한다. 운동경기 등에서 승리를 했을 때 팀원들끼리 하기도 하며, 위로를 해줄 때도 한다. 인간과 유전적으로 거의 동일한 종인 침팬지나 보노보도 인간과 마찬가지로 포옹을 한다.

## 같이 보기
- 허그데이
- 프리 허그